# Эскадрилья «Лафайет»
«Эскадрилья „Лафайе́т“» (англ. Flyboys) — «Летающие парни» — военная драма 2006 года с Джеймсом Франко, Мартином Хендерсоном, Жаном Рено, Дженнифер Декер, Дэвидом Эллисоном, Абдулом Салисом, Филипом Уинчестером и Тайлером Лэбином в главных ролях. Режиссёром фильма выступил Тони Билл, пилот и энтузиаст авиации, а сценарий написали Фил Сирс, Блейк Т. Эванс и Дэвид Шед-Уорд по рассказу Эванса. Действие фильма разворачивается во время Первой мировой войны и рассказывает о наборе, обучении и боевых действиях группы молодых американцев, добровольно записавшихся лётчиками-истребителями в эскадрилью «Лафайет» — 124-ю воздушную эскадрилью, сформированную французами в 1916 году. В фильме поднимаются темы дружбы, расовых предрассудков, мести и любви.
Фильм «Эскадрилья «Лафайет»» вышел в прокат 22 сентября 2006 года компанией MGM Distribution Co. Он получил неоднозначные отзывы критиков, но провалился в прокате, собрав всего 17 миллионов долларов при бюджете в 60 миллионов долларов.

## Сюжет
В 1916 году, во время Первой мировой войны, группа молодых американских добровольцев отправляется во Францию, чтобы воевать на стороне Антанты, став лётчиками. На службе ими командует капитан Жорж Тино и бывалый лётчик-ас Рид Кэссиди.
На тренировках каждый пилот старается быть лучше, чем остальные; скоро им предстоит настоящая воздушная битва на линии фронта. Один из них, Блейн Роулингс, встречает молодую француженку Люсьенн и начинает ухаживать за ней. Та отвечает американцу взаимностью, но весьма беспокоится по поводу его будущего вылета.
Во время своего первого вылета с двумя бомбардировщиками, цель которых уничтожить немецкий склад боеприпасов, новобранцы-пилоты попадают в засаду, теряя трёх товарищей: двоих сбили в бою, а третий же был вынужден аварийно приземлиться, но на земле его расстреливает безжалостный немецкий ас, прозванный «Чёрным Соколом». Его более доблестный товарищ, Франц Вольферт, качает головой в знак неодобрения.
Во время второй битвы у Роулингса заклинил пулемёт; Вольферт — пилот, которого он до этого преследовал — подлетает к нему со спины, стреляет в сторону и салютует американцу, затем улетая обратно, оставляя ему жизнь.
Роулингс убивает Вольферта, когда немецкий ас преследовал его товарища. После этого он однажды обнаружил группу немцев, поддерживаемую танками, и понимает, что немцы собираются совершить набег на деревню, в которой проживает Люсьенн. Несмотря на возражения, он улетает за ней. Ему удаётся спасти не только девушку, но и двух её племянников и племянницу, хотя Люсьенн тяжело ранили из винтовки. После возвращения на базу, Роулингса арестовывают за нарушение дисциплины, однако командование прощает его и выдаёт военный крест за смелость и мужество, предупреждая, чтобы такие поступки больше не повторялись.
На третьем вылете во время атаки немецкого цеппелина Рид Кэссиди получает смертельное ранение от Чёрного Сокола, однако ему удаётся уничтожить дирижабль, упав на него. Роулингс воссоединяется с Люсьенн перед тем, как она покидает Париж. Когда пилот возвращается, то замечает на фюзеляже своего самолёта рисунок головы орла, который был отличительным знаком Кэссиди. Роулингс становится новым командиром. Следующая цель эскадрильи — отправиться вместе с четырьмя бомбардировщиками на атаку тех же складов, что и в первой миссии.
После успешной бомбардировки Роулингс возвращается в небо, чтобы отомстить Чёрному Соколу. Во время боя ему выводят из строя пулемёт и немецкий пилот ранит того в плечо, готовясь убить американца. Роулингсу удаётся увернуться, подлететь к самолёту врага сбоку и убить аса, выстрелив в него трижды из револьвера. После этого он и ещё три пилота (Дженсен, Скиннер и Бигл) возвращаются на базу живыми.
Дженсен сражался в небе до конца войны и вернулся в штат Небраска, где его встретили, как героя. Скиннер хотел вступить в армию США, но его не приняли; позже он присоединился к военной почтовой службе. Бигл женился на итальянке и открыл свой собственный летающий цирк. Роулингс вернулся в Париж, но так и не нашёл там Люсьенн. Он построил своё ранчо в Техасе и больше никогда не летал.

## В ролях
| Актёр            | Роль                    |
| ---------------- | ----------------------- |
| Джеймс Франко    | Блейн Роулингс          |
| Мартин Хендерсон | Рид Кэссиди             |
| Дэвид Эллисон    | Эдди Бигл /Артур Беккер |
| Дженнифер Декер  | Люсьенн                 |
| Тайлер Лэбин     | Бриггс Лаури            |
| Абдул Салис      | Юджин Скиннер           |
| Филип Уинчестер  | Уильям Дженсен          |
| Кит МакЭрлин     | Вернон Тоддман          |
| Жан Рено         | капитан Жорж Тино       |
| Майкл Джибсон    | Лайл Портер             |
| Кристиен Энхолт  | Хиггинс                 |
| Пип Пикеринг     | Нанн                    |
| Мак Макдональд   | шериф Дитуиллер         |
| Тим Пиготт-Смит  | мистер Лаури            |
| Гэйл Дауни       | миссис Лаури            |
| Рут Брэдли       | Лора Дженсен            |
| Тодд Бойс        | мистер Дженсен          |
| Карен Форд       | миссис Дженсен          |

## Прокат
Фильм вышел в прокат в США 22 сентября 2006 года и собрал 13 090 630 долларов. При бюджете 60 млн долларов кассовые сборы по всему миру составили 17 834 865 долларов. Журнал Variety поместил фильм в десятку крупнейших кассовых провалов года.

## Награды
3 номинации на премию Сатурн (2007)
- Лучшие костюмы
- Лучшая музыка
- Лучший приключенческий фильм, боевик или триллер